# Djurgårdens IF Fotboll 1989
Djurgården kom sexa i Allsvenskan. Laget nådde final i Svenska cupen där Malmö FF vann. Hösten 1989 var första gången sedan hösten 1976 – det vill säga på 13 år – som Djurgården spelade europacupspel. På grund av Ryttar-VM fick laget spela alla hemmamatcher på Råsunda.

## Truppen

### Ledare
| Nat     | Tränare         | Position             | Född       | I DIF sedan                        | Kom från             |
| ------- | --------------- | -------------------- | ---------- | ---------------------------------- | -------------------- |
| Sverige | Tommy Söderberg | Huvudtränare         | 1948-08-19 | 1986                               | IF Brommapojkarna    |
| Sverige | Benny Persson   | Assisterande tränare | 1955-07-16 | 1983                               |                      |
| Sverige | Göran Aral      | Lagledare/tränare    | 1953-07-03 | 1987                               |                      |
| Sverige | Kjell Lundkvist | B-lagledare          |            |                                    |                      |
| Sverige | Mats Jansson    | Administratör        | 1961-05-09 | 1981-1985 (spelare) 1986 (tränare) | Djurgårdens juniorer |
| Sverige | Björn Odö       | Naprapat             |            |                                    |                      |
| Sverige | Björn Engström  | Läkare               |            |                                    |                      |
| Sverige | Roger Jansson   | Massör               |            |                                    |                      |
| Sverige | Stig Annerhög   | Materialförvaltare   |            |                                    |                      |
| Sverige | Torbjörn Waax   | Materialförvaltare   |            |                                    |                      |

### Spelare
| Nr | Nat     | Spelare           | Position    | Ålder      | I DIF sedan     | Kom från             | Moderklubb        |
| -- | ------- | ----------------- | ----------- | ---------- | --------------- | -------------------- | ----------------- |
| 15 | Sverige | Anders Almgren    | Målvakt     | 1968-12-27 | 1987            | Djurgårdens juniorer | Djurgårdens IF    |
|    | Sverige | Magnus Hultén     | Målvakt     | 1963-06-18 | 1989            | Bromstens IK         | Bromstens IK      |
| 6  | Sverige | Leif Nilsson      | Back        | 1963-07-10 | 1983            | Hudiksvalls ABK      | Hudiksvalls ABK   |
| 11 | Sverige | Glenn Schiller    | Back        | 1960-03-28 | 1986            | IFK Göteborg         | IFK Göteborg      |
| 22 | Sverige | Stephan Kullberg  | Back        | 1959-01-10 | 1986            | IFK Göteborg         | Mönsterås GoIF    |
|    | Sverige | Patrik Eklöf      | Back        | 1969-05-01 | 1986            | Djurgårdens juniorer | Djurgårdens IF    |
|    | Sverige | Lars Lundborg     | Back        | 1963-09-28 | 1988 (och 1984) | Tyresö FF            | Djurgårdens IF    |
|    | Sverige | Jonas Claesson    | Back        | 1967-07-29 | 1988            | Spånga IS            | Nyköpings BIS     |
|    | Sverige | Kenneth Bergqvist | Back        | 1968-09-02 | 1988            | Djurgårdens juniorer | Spånga IS         |
|    | Sverige | Jan Andersson     | Back        | 1965-05-07 | 1989            | IFK Västerås         | Västerås SK       |
| 5  | Sverige | Stefan Rehn       | Mittfältare | 1966-09-22 | 1984            | Sundbybergs IK       | Sundbybergs IK    |
|    | Sverige | Jens Fjellström   | Mittfältare | 1966-10-27 | 1988            | Gimonäs CK           | Gimonäs CK        |
|    | Sverige | Niklas Karlström  | Mittfältare | 1966-12-13 | 1989            | GIF Sundsvall        | IFK Borgholm      |
|    | Sverige | Peter Mörk        | Mittfältare | 1969-01-27 | 1987            | Djurgårdens juniorer | Djurgårdens IF    |
|    | Sverige | Krister Nordin    | Mittfältare | 1968-02-25 | 1987            | Djurgårdens juniorer | Råsunda IS        |
|    | Sverige | Patrik Hagman     | Mittfältare | 1966-06-15 | 1989            | Spånga IS            | Spånga IS         |
| 20 | Sverige | Glenn Myrthil     | Anfallare   | 1964-08-02 | 1984            | Bromstens IK         | Bromstens IK      |
|    | Sverige | Peter Skoog       | Anfallare   | 1965-02-11 | 1987            | Sundbybergs IK       | Skå IK            |
|    | England | Steve Galloway    | Anfallare   | 1963-02-13 | 1988            | IK Teg               | Dulwich Halmet FC |
|    | Sverige | Thomas Johansson  | Anfallare   | 1966-09-13 | 1988            | Spårvägens IF        | Gimo IF           |
|    | Sverige | Mikael Martinsson | Anfallare   | 1966-03-29 | 1989            | Vasalunds IF         | Vasalunds IF      |
|    | Sverige | Anders Nilsson    | Anfallare   | 1969-05-28 | 1989            | Films SK             | Films SK          |
|    | Sverige | Kefa Olsson       | Anfallare   | 1965-10-31 | 1989            | Rönninge SK          | Rönninge SK       |

## Allsvenskan
Djurgården slutade sexa i serien. Tabellrad: 22 9 5 8 23–24 (–1) 23p
| Omgång | Datum               | Motståndare     | H/B | Resultat | Målskyttar                            | Publik | Arena         | Position |
| ------ | ------------------- | --------------- | --- | -------- | ------------------------------------- | ------ | ------------- | -------- |
| 1      | Söndag 9 april      | Malmö FF        | B   | 1-0      | Skoog 84'                             | 2.150  | Malmö stadion | 5        |
| 2      | Söndag 16 april     | Örgryte IS      | H   | 1-2      | Skoog 67'                             | 1.994  | Råsunda       | 6        |
| 3      | Onsdag 23 april     | Halmstads BK    | B   | 1-3      | Mörk 73'                              | 3.891  | Örjans vall   | 9        |
| 4      | Söndag 30 april     | IK Brage        | H   | 1-0      | Nordin 57'                            | 2.185  | Råsunda       | 9        |
| 5      | Torsdag 11 maj      | AIK             | H   | 0-0      |                                       | 9.222  | Råsunda       | 9        |
| 6      | Måndag 15 maj       | Västra Frölunda | B   | 1-0      | Mörk 34'                              | 902    | Ruddalens IP  | 8        |
| 7      | Söndag 21 maj       | GIF Sundsvall   | H   | 1-1      | Mörk 2'                               | 2.730  | Råsunda       | 7        |
| 8      | Söndag 28 maj       | IFK Göteborg    | B   | 3-1      | Nordin 21', Galloway 78', Myrthil 84' | 6.302  | Gamla Ullevi  | 3        |
| 9      | Söndag 4 juni       | IFK Norrköping  | B   | 1-4      | Karlström 55'                         | 3.701  | Idrottsparken | 6        |
| 10     | Söndag 11 juni      | Gais            | H   | 3-2      | Myrthil (2) 42', 60', Nordin 19'      | 2.598  | Råsunda       | 4        |
| 11     | Onsdag 21 juni      | Örebro SK       | H   | 0-1      |                                       | 2.610  | Råsunda       | 7        |
| 12     | Söndag 25 juni      | Örebro SK       | B   | 1-3      | Rehn (straff) 60'                     | 5.558  | Eyravallen    | 8        |
| 13     | Onsdag 26 juli      | IK Brage        | B   | 2-0      | Skoog 53', Schiller 79'               | 4.268  | Domnarsvallen | 7        |
| 14     | Tisdag 8 augusti    | Halmstads BK    | H   | 0-1      |                                       | 2.935  | Råsunda       | 6        |
| 15     | Söndag 13 augusti   | Malmö FF        | H   | 1-0      | Skoog 34'                             | 4.311  | Råsunda       | 5        |
| 16     | Lördag 19 augusti   | Örgryte IS      | B   | 1-0      | Skoog 79'                             | 1.679  | Gamla Ullevi  | 5        |
| 17     | Söndag 27 augusti   | Västra Frölunda | H   | 2-0      | Galloway (2) 12', 57'                 | 1.763  | Råsunda       | 5        |
| 18     | Torsdag 31 augusti  | AIK             | B   | 1-1      | Karlström 50'                         | 9.398  | Råsunda       | 4        |
| 19     | Lördag 9 september  | IFK Göteborg    | H   | 0-2      |                                       | 2.508  | Råsunda       | 6        |
| 20     | Söndag 17 september | GIF Sundsvall   | B   | 2-2      | Fjellström 59', Skoog 75'             | 1.201  | Idrottsparken | 5        |
| 21     | Söndag 24 september | IFK Norrköping  | H   | 0-1      |                                       | 3.173  | Råsunda       | 6        |
| 22     | Söndag 1 oktober    | Gais            | B   | 0-0      |                                       | 4.140  | Gamla Ullevi  | 6        |

## Europaspel

### Intertotocupen gruppspel
| Datum          | Motståndare         | H/B | Resultat | Målskyttar                | Arena                |
| -------------- | ------------------- | --- | -------- | ------------------------- | -------------------- |
| Onsdag 5 juli  | Stal Mielec         | H   | 1-4      | Schiller 75'              | Råsunda              |
| Lördag 8 juli  | Stuttgarter Kickers | H   | 0-1      |                           | Råsunda              |
| Onsdag 12 juli | Stuttgarter Kickers | B   | 0-0      |                           | Waldau-Stadion       |
| Lördag 15 juli | Naestved IF         | B   | 2-0      | Galloway 18', Myrthil 27' | Næstved Stadion      |
| Onsdag 19 juli | Stal Mielec         | B   | 0-1      |                           | Stadion Stali Mielec |
| Lördag 22 juli | Naestved IF         | H   | 1-2      | Schiller 45'              | Råsunda              |

### Tabell grupp 6
| Pl | Lag                 | Ma | V | O | F | Mål  | +/- | P |
| -- | ------------------- | -- | - | - | - | ---- | --- | - |
| 1  | Naestved IF         | 6  | 2 | 3 | 1 | 13-9 | +4  | 7 |
| 2  | Stuttgarter Kickers | 6  | 1 | 5 | 0 | 5-4  | +1  | 7 |
| 3  | Stal Mielec         | 6  | 2 | 3 | 1 | 9-10 | -1  | 7 |
| 4  | Djurgårdens IF      | 6  | 1 | 1 | 4 | 4-8  | -4  | 3 |

### Cupvinnarcupen
| Omgång              | Datum               | Motståndare      | H/B | Resultat | Målskyttar                                                  | Domare         | Arena                       | Publik |
| ------------------- | ------------------- | ---------------- | --- | -------- | ----------------------------------------------------------- | -------------- | --------------------------- | ------ |
| Omgång 1, match 1/2 | Tisdag 12 september | Union Luxembourg | B   | 0–0      |                                                             | Jaap Uilenberg | Achille Hemmerell Stadion   | 429    |
| Omgång 1, match 2/2 | Onsdag 27 september | Union Luxembourg | H   | 5–0      | Martinsson (2) 54', 85', Galloway (2) 80', 90', Nilsson 60' | Timo Keltanen  | Råsunda                     | 1 180  |
| Omgång 2, match 1/2 | Onsdag 18 oktober   | Real Valladolid  | B   | 0–2      |                                                             | Bruno Galler   | Nuevo Estadio José Zorrilla | 28 400 |
| Omgång 2, match 2/2 | Onsdag 1 november   | Real Valladolid  | H   | 2–2      | Skoog 41', Martinsson 55'                                   | Manfred Roßner | Råsunda                     | 3 166  |

## Svenska cupen

### Säsongen 1988/89
| Tävling     | Datum           | Motstånd        | H/B | Resultat           | Målskyttar                                                | Publiksiffra | Arena           |
| ----------- | --------------- | --------------- | --- | ------------------ | --------------------------------------------------------- | ------------ | --------------- |
| Omgång 4    | 26 juni 1988    | Luleå FF/IFK    | B   | 2–2, Straffar: 4–2 | Fjellström, Rehn. Straffar: Eklöf, Nordin, Kullberg, Mörk | 970          | Skogsvallen     |
| Omgång 5    | 27 juli 1988    | IFK Västerås    | B   | 1–1, 2–1 e.fl.     | Mörk (2) 15', 110'                                        | 412          | Västerås        |
| Omgång 6    | 11 augusti1988  | Ifö/Bromölla IF | B   | 3–2                | Myrthil (2), Skoog                                        | 1 238        | Strandängens IP |
| Omgång 7    | 8 september1988 | Älvsjö AIK      | B   | 3–2                | Galloway, Myrthil, Nordin                                 | 1 237        | Älvsjö IPP      |
| Kvartsfinal | 18 maj 1989     | Göteborgs FF    | H   | 4–0                | Claesson 50', Rehn 63', Myrthil 81', Nordin 87'           | 687          | Råsunda         |
| Semifinal   | 8 juni 1989     | Gefle IF        | B   | 0–0, Straffar: 4–3 | Straffar: Mörk, Nordin, Karlström, Kullberg               | 2 886        | Strömvallen     |
| Final       | 29 juni 1989    | Malmö FF        | H   | 0–3                |                                                           | 7 526        | Råsunda         |

### Säsongen 1989/90
| Tävling     | Datum           | Motstånd        | H/B | Resultat           | Målskyttar                                                                           | Publiksiffra | Arena        |
| ----------- | --------------- | --------------- | --- | ------------------ | ------------------------------------------------------------------------------------ | ------------ | ------------ |
| Omgång 6    | 10 augusti 1989 | Spånga IS       | B   | 7–0                | Karlström (2), Skoog, Galloway, Lundborg, Nilsson, Martinsson                        | 1 000        | Spånga IP    |
| Omgång 7    | 23 augusti 1989 | Luleå FF/IFK    | B   | 2–2, straffar: 4–1 | Schiller, Myrthil. Straffar: Kullberg, Nordin, Karlström, Olsson                     | 864          | Skogsvallen  |
| Kvartsfinal | 19 april 1990   | Helsingborgs IF | B   | 3–2                | Mörk 40', Martinsson 51', Skoog 61'                                                  | 3 421        | Olympia      |
| Semifinal   | 3 maj 1990      | IFK Göteborg    | B   | 2–2, straffar: 5–4 | Martinsson 25', Nordin 59'. Straffar: Nordin, Karlström, Schiller, Burwall, Kullberg | 1 172        | Gamla Ullevi |
| Final       | 22 maj 1990     | BK Häcken       | H   | 3–0                | Martinsson (2) 42', 74', Nordin 56                                                   | 3 357        | Råsunda      |

## Träningsmatcher
| Motståndare        | H / B | Resultat | Målskyttar                             | Arena               |
| ------------------ | ----- | -------- | -------------------------------------- | ------------------- |
| IFK Eskilstuna     | B     | 4-1      | ?                                      | Okänt               |
| IFK Holmsund       | H     | 3-1      | ?                                      | Okänt               |
| Vasalunds IF       | B     | 2-2      | ?                                      | Okänt               |
| IFK Göteborg       | B     | 1-2      | ?                                      | Okänt               |
| Västra Frölunda IF | B     | 3-4      | ?                                      | Okänt               |
| AIK FF             | H     | 5-1      | ?                                      | Okänt               |
| GIF Sundsvall      | H     | 4-0      | ?                                      | Okänt               |
| Viareggio          | B     | 4-0      | Rehn (2) straff (2), Karlström, Nordin | Coverciano, Florens |
| GIF Sundsvall      | B     | 3-1      | ?                                      | Coverciano, Florens |
| Falkenbergs FF     | ?     | ?        | ?                                      | Okänt               |

## Statistik
| Spelare           | Seriematcher | Mål | Cupvinnarcupmatcher | Mål | Intertotomål |
| ----------------- | ------------ | --- | ------------------- | --- | ------------ |
| Anders Almgren    | 22           | 0   | 4                   | 0   | 0            |
| Jonas Claesson    | 7            | 0   | 3                   | 0   | 0            |
| Patrik Eklöf      | 4            | 0   | 0                   | 0   | 0            |
| Jens Fjellström   | 22           | 1   | 4                   | 0   | 0            |
| Steve Galloway    | 19           | 4   | 4                   | 2   | 1            |
| Thomas Johansson  | 6            | 0   | 1                   | 0   | 0            |
| Niklas Karlström  | 19           | 2   | 4                   | 0   | 0            |
| Stephan Kullberg  | 22           | 0   | 4                   | 0   | 0            |
| Lars Lundborg     | 13           | 0   | 4                   | 0   | 0            |
| Mikael Martinsson | 8            | 0   | 4                   | 3   | 0            |
| Glenn Myrthil     | 15           | 3   | 2                   | 0   | 1            |
| Peter Mörk        | 10           | 3   | 0                   | 0   | 0            |
| Anders Nilsson    | 7            | 1   | 0                   | 0   | 0            |
| Leif Nilsson      | 21           | 0   | 3                   | 1   | 0            |
| Krister Nordin    | 22           | 3   | 4                   | 0   | 0            |
| Kefa Olsson       | 4            | 0   | 0                   | 0   | 0            |
| Stefan Rehn       | 12           | 1   | 0                   | 0   | 0            |
| Glenn Schiller    | 21           | 1   | 4                   | 0   | 2            |
| Peter Skoog       | 14           | 5   | 4                   | 1   | 0            |

## Truppförändringar

### Spelare/ledare in (urval)
| Namn              | Från          | Position    |
| ----------------- | ------------- | ----------- |
| Mikael Martinsson | Vasalunds IF  | Anfallare   |
| Kefa Olsson       | Rönninge SK   | Anfallare   |
| Niklas Karlström  | GIF Sundsvall | Mittfältare |
| Patrik Hagman     | Spånga IS     | Mittfältare |
| Jan Andersson     | IFK Västerås  | Back        |
| Magnus Hultén     | Bromstens IK  | Målvakt     |
| Anders Nilsson    | Films SK      | Anfallare   |

### Spelare/ledare ut (urval)
| Namn            | Till          | Position    |
| --------------- | ------------- | ----------- |
| Joacim Sjöström | AIK FF        | Målvakt     |
| Vito Knezevic   | Spårvägens FF | Back        |
| Kjetil Osvold   | PAOK FC       | Mittfältare |
| Stefan Rehn     | Everton FC    | Mittfältare |

## Föreningen

### Spelartröjor
- Tillverkare: Nike
- Huvudsponsor: Mita
- Hemmatröja: Blårandig
- Spelarnamn: Nej